# Episodi di Nel tunnel dei misteri con Nancy Drew e gli Hardy Boys (prima stagione)
La prima stagione della serie televisiva Nel tunnel dei misteri con Nancy Drew e gli Hardy Boys è stata trasmessa in anteprima negli Stati Uniti d'America dalla ABC tra il 30 gennaio 1977 e il 22 maggio 1977.
| nº | Titolo originale                        | Titolo italiano | Prima TV USA     | Prima TV Italia |
| -- | --------------------------------------- | --------------- | ---------------- | --------------- |
| 1  | The Mystery of the Haunted House        |                 | 30 gennaio 1977  |                 |
| 2  | The Mystery of Pirate's Cove            |                 | 6 febbraio 1977  |                 |
| 3  | The Mystery of Witches' Hollow          |                 | 13 febbraio 1977 |                 |
| 4  | The Mystery of the Diamond Triangle     |                 | 20 febbraio 1977 |                 |
| 5  | The Disappearing Floor                  |                 | 6 marzo 1977     |                 |
| 6  | The Secret of the Whispering Walls      |                 | 13 marzo 1977    |                 |
| 7  | The Flickering Torch Mystery            |                 | 27 marzo 1977    |                 |
| 8  | A Haunting We Will Go                   |                 | 3 aprile 1977    |                 |
| 9  | The Mystery of the Flying Courier       |                 | 10 aprile 1977   |                 |
| 10 | Mystery of the Fallen Angels            |                 | 17 aprile 1977   |                 |
| 11 | Wipe-Out                                |                 | 24 aprile 1977   |                 |
| 12 | The Mystery of the Ghostwriters' Cruise |                 | 1º maggio 1977   |                 |
| 13 | The Secret of the Jade Kwan Yin         |                 | 15 maggio 1977   |                 |
| 14 | Mystery of the Solid Gold Kicker        |                 | 22 maggio 1977   |                 |